# WWE Great Balls of Fire
WWE Great Balls of Fire was een professioneel worstel-pay-per-view (PPV) en WWE Network evenement dat georganiseerd werd door WWE voor hun Raw brand. Het evenement vond plaats op 9 juli 2017 in het American Airlines Center in Dallas, Texas.

## Matches
| Nr. | Match                                                               | Winnaar(s)       | Opmerkingen                                                                                                   | Bron  |
| --- | ------------------------------------------------------------------- | ---------------- | --- | ----- |
| 1   | Neville (c) vs. Akira Tozawa (met Titus O'Neil)                     | Neville          | Eén-op-één match voor het WWE Cruiserweight Championship.                                                     | [ 2 ] |
| 2   | Bray Wyatt vs. Seth Rollins                                         | Bray Wyatt       | Eén-op-één match.                                                                                             | [ 2 ] |
| 3   | Big Cass vs. Enzo Amore                                             | Big Cass         | Eén-op-één match.                                                                                             | [ 2 ] |
| 4   | Cesaro & Sheamus (c) vs. The Hardy Boyz (Jeff & Matt Hardy) (4-3)   | Cesaro & Sheamus | 30-minuten Iron Man match voor het WWE Raw Tag Team Championship.                                             | [ 2 ] |
| 5   | Sasha Banks vs. Alexa Bliss (c)                                     | Sasha Banks      | Eén-op-één match voor het WWE Raw Women's Championship. Banks won door een Count Out, maar won de titel niet. | [ 2 ] |
| 6   | The Miz (c) (met Bo Dallas, Curtis Axel en Maryse) vs. Dean Ambrose | The Miz          | Eén-op-één match voor het WWE Intercontinental Championship.                                                  | [ 2 ] |
| 7   | Braun Strowman vs. Roman Reigns                                     | Braun Strowman   | Ambulance match.                                                                                              | [ 2 ] |
| 8   | Heath Slater vs. Curt Hawkins                                       | Heath Slater     | Eén-op-één match.                                                                                             | [ 2 ] |
| 9   | Brock Lesnar (c) (met Paul Heyman) vs. Samoa Joe                    | Brock Lesnar     | Eén-op-één match voor het WWE Universal Championship.                                                         | [ 2 ] |